# Lasiococca chanii
Lasiococca chanii är en törelväxtart som beskrevs av Thin. Lasiococca chanii ingår i släktet Lasiococca och familjen törelväxter.
Artens utbredningsområde är Vietnam. Inga underarter finns listade i Catalogue of Life.